# Jacaena erawan
Espèce
Synonymes
- Sesieutes erawan Deeleman-Reinhold, 2001

Jacaena erawan est une espèce d'araignées aranéomorphes de la famille des Liocranidae.

## Distribution
Cette espèce est endémique de Thaïlande. Elle se rencontre dans les provinces de Kanchanaburi et de Lamphun.

## Description
Le mâle holotype mesure 4,70 mm.

## Publication originale
- Deeleman-Reinhold, 2001 : Forest spiders of South East Asia: with a revision of the sac and ground spiders (Araneae: Clubionidae, Corinnidae, Liocranidae, Gnaphosidae, Prodidomidae and Trochanterriidae. Brill, Leiden, p. 1-591.